# Вартагава, Ипполит Петрович
Ипполит Петрович Вартагава (груз. იპოლიტე პეტრეს ძე ვართაგავა, псевдонимы: Нездешний, Салгир, 30 января 1872, Хета, Зугдидский уезд Кутаисской губернии, Российская империя — 6 января 1967, Тбилиси, Грузинская ССР, СССР) — грузинский критик, писатель, педагог и просветитель. Статский советник (1915), заслуженный учитель Грузии (1946). Член Союза писателей СССР.

## Биография

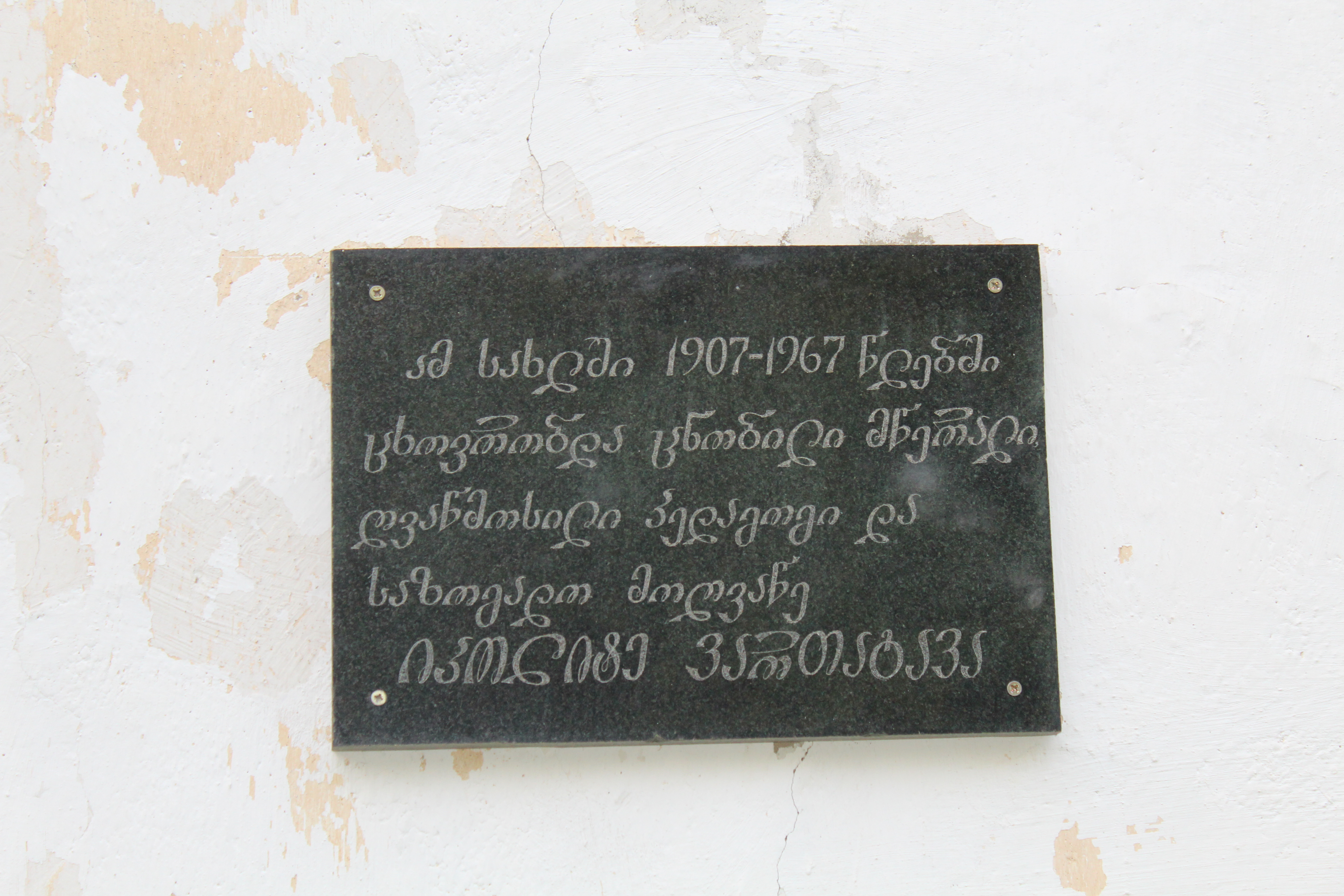
Мемориальная доска Ипполиту Вартагаве. Сачхерский муниципалитет

В 1895 году окончил Тифлисскую духовную семинарию, а в 1899 году — Казанскую духовную академию. Ему была присвоена степень кандидата богословия. В 1899—1907 годах служил преподавателем русской словесности и риторики в духовной семинарии города Симферополя (Таврической губернии). Читал проповеди.
В 1907—1918 годах преподавал русский язык в Тифлисской духовной семинарии; В 1918—1919 годах — учитель русской словесности в 8-й гимназии; В 1919—1921 годах преподаватель того же предмета в 14-м техническом училище; В 1921—1926 годах в Чиатуре сначала преподаватель грузинского и русского языков в Гуманитарно-техническом училище, затем — в администрации Чиатуры; В 1925—1927 годах — губернатор Хеты; В 1927—1928 годах заведовал учебным отделом высших экономических и финансовых курсов в правлении Финсахкома; В 1930 году его пригласили работать корректором в редакцию газеты «Ахалгазрда коммунисти». В том же году он был назначен начальником информационного сектора организационного отдела ЦК Грузии; в 1936 году учитель третьей школы города Сухуми; с 1937 года преподаватель Горийского педагогического института; Одновременно работал учителем грузинской литературы в средних школах № 1 и № 4 Гори. В 1939—1946 годах преподавал в Цхинвальском пединституте.
Член правления Общества по распространению грамотности среди грузин. После советизации Грузии — член Президиума Центрального совета Союза воинствующих безбожников.
Автор многочисленных публицистических, критических, научных статей и книг; Среди них: «Советский Союз — единственная страна, где снижается безработица», «Происхождение праздника Пасхи и его правила», «История восточных религий» (1931), «Максим Горький» (1931), «Что такое религия в современных капиталистических странах» ?", «Давит Клдиашвили»; Кроме того, он написал монографии: «Жизнь и творчество Шевченко», «Лермонтов как народный поэт». Исследовал творчество Важа-Пшавела. Автор воспоминаний.
Похоронен в Пантеоне писателей и общественных деятелей Дидубе. На доме в Тбилиси, где жил И. П. Вартагава (Улица Галактиона Табидзе, д. 3-5) установлена мемориальная доска. Имя Ипполита Вартагавы носит улица в Тбилиси (район Глдани).
Сыновья — близнецы Автандил (1935—2014) и Тариел (1935—2008) — художники